# Schrammacher
Schrammacher – szczyt w Alpach Zillertalskich, w Alpach Wschodnich. Leży w Austrii, w kraju związkowym Tyrol. Szczyt ten sąsiaduje z Olpererem. Normalna droga prowadzi ze schroniska Pfitscherjochhaus (wł. Rifugio Passo di Vizze) na wysokości 2248 m. Można też wejść drogą od schroniska Olpererhütte na zachodzie (2389 m) lub dalej położonego Geraer Hütte (2324 m), wymaga to jednak dłuższego marszu.
Pierwszego wejścia, 14 lipca 1874 r., dokonali Moriz von Déchy i Hans Pinggera.